# Jean-Jacques Delvaux
Pour les articles homonymes, voir Delvaux.
Jean-Jacques Delvaux, né le 10 août 1942 , à Saint-Omer (Pas-de-Calais) et mort le 6 juin 2017 à Helfaut, est un homme politique français. Député, conseil général du Pas-de-Calais et conseiller régional du Nord-Pas-de-Calais, il fut maire de Saint-Omer de 1983 à 2008.

## Biographie
Jean-Jacques Delvaux est professeur de sciences économiques au lycée technique et professionnel Monsigny de Saint-Omer (aujourd'hui lycée professionnel Jacques-Durand)
En 1971, il est élu conseiller municipal de Saint-Omer jusqu'en 1977 où le Parti socialiste (PS) prend la mairie. Il est élu en 1982 conseiller général du canton de Saint-Omer-Nord, sous l'étiquette RPR, puis lors des élections municipales de 1983, il devient maire de Saint-Omer en reprenant la ville au PS. Il va occuper cette fonction pendant plus de 25 ans, jusqu'en mars 2008 où il sera battu par le socialiste Bruno Magnier.
Au cours de ses mandats à la mairie de Saint-Omer, il a conduit d'importants travaux de rénovation du patrimoine architectural. Cette action oriente Saint-Omer vers une économie du tourisme.
Il sera également conseiller régional de 1986 à 1993, année où il abandonne son mandat, venant d'être élu député de la huitième circonscription du Pas-de-Calais,. Il est battu au second tour des élections législatives de 1997 par le socialiste Michel Lefait qui l'emporte avec 58 % des voix. Jean-Jacques Delvaux est réélu conseiller régional en 1998.
Le 9 mars 2008, il perd son mandat de conseiller général au profit de Bertrand Petit. Il se retire alors de la vie politique.
Il meurt à 74 ans le 6 juin 2017 des suites d'un cancer.

## Anciens mandats
- 1971-1977 : conseiller municipal de Saint-Omer.
- 1982-2008 : conseiller général du Pas-de-Calais - canton de Saint-Omer-Nord.
- 1983-2008 : maire de Saint-Omer.
- 1986 : conseiller régional du Nord-Pas-de-Calais (réélu en 1992, abandon du mandat en 1993).
- 1993-1997 : député RPR de la huitième circonscription du Pas-de-Calais.
- 1998-2001 : conseiller régional Nord-Pas-de-Calais (abandon du mandat en 2001).